# Скуратиха
Скура́тиха — деревня в Юрьевецком районе Ивановской области России. Входит в состав Елнатского сельского поселения.

## География
Деревня расположена в северо-восточной части Ивановской области, в зоне хвойно-широколиственных лесов, на правом берегу реки Волги (Горьковское водохранилище), примыкая к северной окраине города Юрьевца, административного центра района. Абсолютная высота — 103 метра над уровнем моря.

### Климат
Климат характеризуется как умеренно континентальный, с умеренно холодной снежной зимой и относительно тёплым влажным летом. Среднегодовая температура воздуха — 2,6 °C. Средняя температура воздуха самого холодного месяца (января) — −12,1 °C; самого тёплого месяца (июля) — 17,7 °C. Безморозный период длится около 137 дней. Годовое количество атмосферных осадков — 554 мм, из которых 391 мм выпадает в период с апреля по октябрь.

### Часовой пояс
Деревня Скуратиха, как и вся Ивановская область, находится в часовой зоне МСК (московское время). Смещение применяемого времени относительно UTC составляет +3:00.

## История
Впервые упоминается в «Списках населённых мест Российской империи» по сведениям 1859—1873 годов как казённая деревня Скуратиха большая Юрьевецкого уезда Костромской губернии. В тот период в деревне насчитывалось 12 дворов, в которых проживало 134 человека (95 мужчин и 39 женщин).
Согласно «Списку населённых мест Костромской губернии» 1907 года, деревня Скуратиха входила в состав Мордвиновской волости Юрьевецкого уезда. По данным переписи 1897 года, в деревне проживало 76 человек (31 мужчина и 45 женщин). К 1907 году население выросло до 106 человек, число дворов составляло 14. Преобладающим промыслом, помимо земледелия, для жителей деревни была фабрично-заводская деятельность.

## Население
| 2010 |
| ---- |
| 47   |

### Национальный состав
Согласно результатам переписи 2002 года, в национальной структуре населения русские составляли 95% из 62 человек.